# إدوارد كامينز
إدوارد كامينز (بالإنجليزية: Edward Cummins)‏ هو لاعب غولف أمريكي، ولد في 25 يوليو 1886 في شيكاغو في الولايات المتحدة، وتوفي في 21 نوفمبر 1926 في نيو بريتن في الولايات المتحدة.

## وصلات خارجية
- إدوارد كامينز على موقع أوليمبيديا (الإنجليزية)